# Funkcja Wanniera

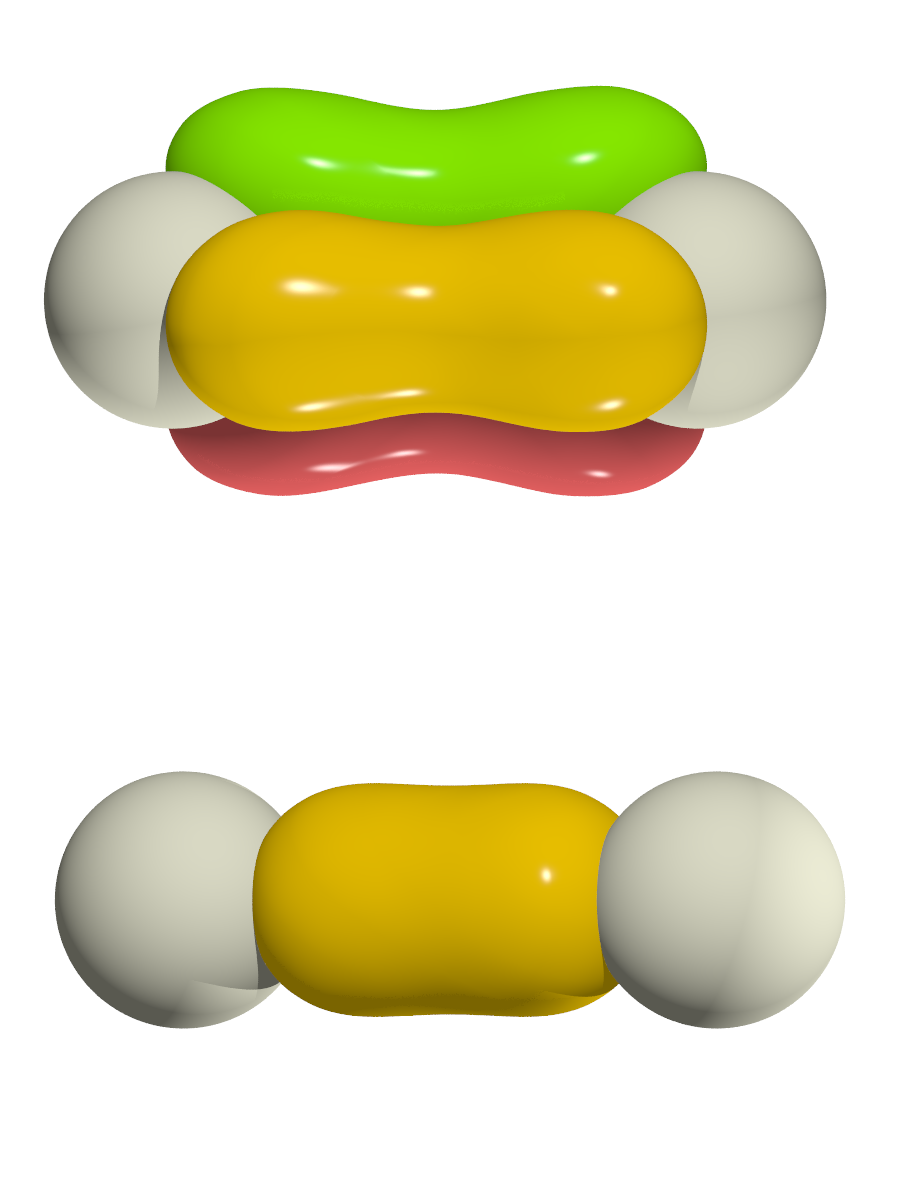
Funkcja Wanniera

Funkcje Wanniera – zbiór zupełny funkcji ortogonalnych używany jako baza w fizyce ciała stałego. Pierwszy raz zostały zaproponowane przez G. Wanniera.
Funkcje Wanniera dla różnych węzłów sieci w krysztale są do siebie wzajemnie ortogonalne, przez co stanowią wygodną bazę do rozwinięć perturbacyjnych, w szczególności stanowią podstawę modelu ciasnego wiązania.

## Definicja
Funkcje Wanniera można zdefiniować na wiele różnych sposobów, przy czym oryginalna definicja, najczęściej używana w fizyce ciała stałego oparta jest na funkcjach Blocha.
Wybierzmy pojedyncze pasmo w idealnym krysztale i oznaczmy funkcję falową dla stanu Blocha
{\displaystyle \psi _{\mathbf {k} }(\mathbf {r} )=e^{i\mathbf {k} \cdot \mathbf {r} }u_{\mathbf {k} }(\mathbf {r} ),}
gdzie {\displaystyle u_{\mathbf {k} }(\mathbf {r} )} jest funkcją Blocha o periodyczności takiej samej jak sieć krystaliczna. Wtedy funkcje Wanniera definiujemy jako
{\displaystyle \phi _{\mathbf {R} }(\mathbf {r} )={\frac {1}{\sqrt {N}}}\sum _{\mathbf {k} }e^{-i\mathbf {k} \cdot \mathbf {R} }\psi _{\mathbf {k} }(\mathbf {r} ),}
gdzie:
{\displaystyle \mathbf {R} } – dowolny wektor sieci prostej (tzn. istnieje dokładnie jedna funkcja Wanniera dla każdego wektora Bavaisa),
{\displaystyle N} – liczba komórek prymitywnych w krysztale,
suma po {\displaystyle \mathbf {k} } przebiega po wszystkich wartościach {\displaystyle \mathbf {k} } w strefie Brillouina.
Ze względu na to, że wartości {\displaystyle \mathbf {k} } są rozłożone równomiernie w strefie Brillouina oraz {\displaystyle N} jest zwykle bardzo dużą liczba suma może zostać przybliżona przez całkę zgodnie z poniższą reguła
{\displaystyle \sum _{\mathbf {k} }\longrightarrow {\frac {N}{\Omega }}\int _{BZ}d^{3}\mathbf {k} ,}
gdzie {\displaystyle BZ} oznacza strefę Brillouina o objętości {\displaystyle \Omega .}